# تصافن
التصافن هي الحالة التي تكون فيها الجزيئات أو الأيونات لها شكل مماثل وغالبًا خصائص إلكترونية، ويقال عنها أنها متصافنة. تتوفر العديد من التعريفات. ولكن المصطلح يستخدم عادةً في سياق النشاط الحيوي وتطوير الأدوية. تسمى هذه المركبات النشطة بيولوجيًا والتي تحتوي على مُصافِن باسم مُصافِن حيوي [الإنجليزية]. يستخدم هذا كثيرًا في تصميم الأدوية: لا يزال الجسم يتعرف على المصافن الحيوي ويقبله، ولكن وظائفه هناك ستتغير مقارنة بالجزيء الأم.

## التاريخ والتعريفات الإضافية
لا تخضع المتصافنات غير الكلاسيكية للتصنيفات المذكورة أعلاه، ولكنها لا تزال تنتج آثار بيولوجية مماثلة في الجسم الحي. قد تتكون المتصافنات غير الكلاسيكية من ذرات متشابهة، لكن بنيتها لا تتبع مجموعة من القواعد التي يمكن تحديدها بسهولة.
صاغ إيرفينغ لانغموير مفهوم التصافن في عام 1919، وعدّلها لاحقًا غريم (Grimm). وسّع هانز إرلمناير [الإنجليزية] المفهوم في عام 1932 ليشمل الأنظمة الأحيائية. تُعرَّف المتصافنات الكلاسيكية على أنها ذرات وأيونات وجزيئات لها غلاف إلكترونات خارجي متطابق، وقد وُسع الآن هذا التعريف ليشمل المجموعات التي تنتج مركبات يمكن أن يكون لها في بعض الأحيان أنشطة أحيائية مماثلة. كان أحد الأدلة على صحة هذه الفكرة هو ملاحظة أن بعض الأزواج، مثل البنزين، والثيوفين، والفوران، وحتى البيريدين، أظهرت أوجه تشابه في العديد من الخصائص الفيزيائية والكيميائية.